# Edzard Reuter

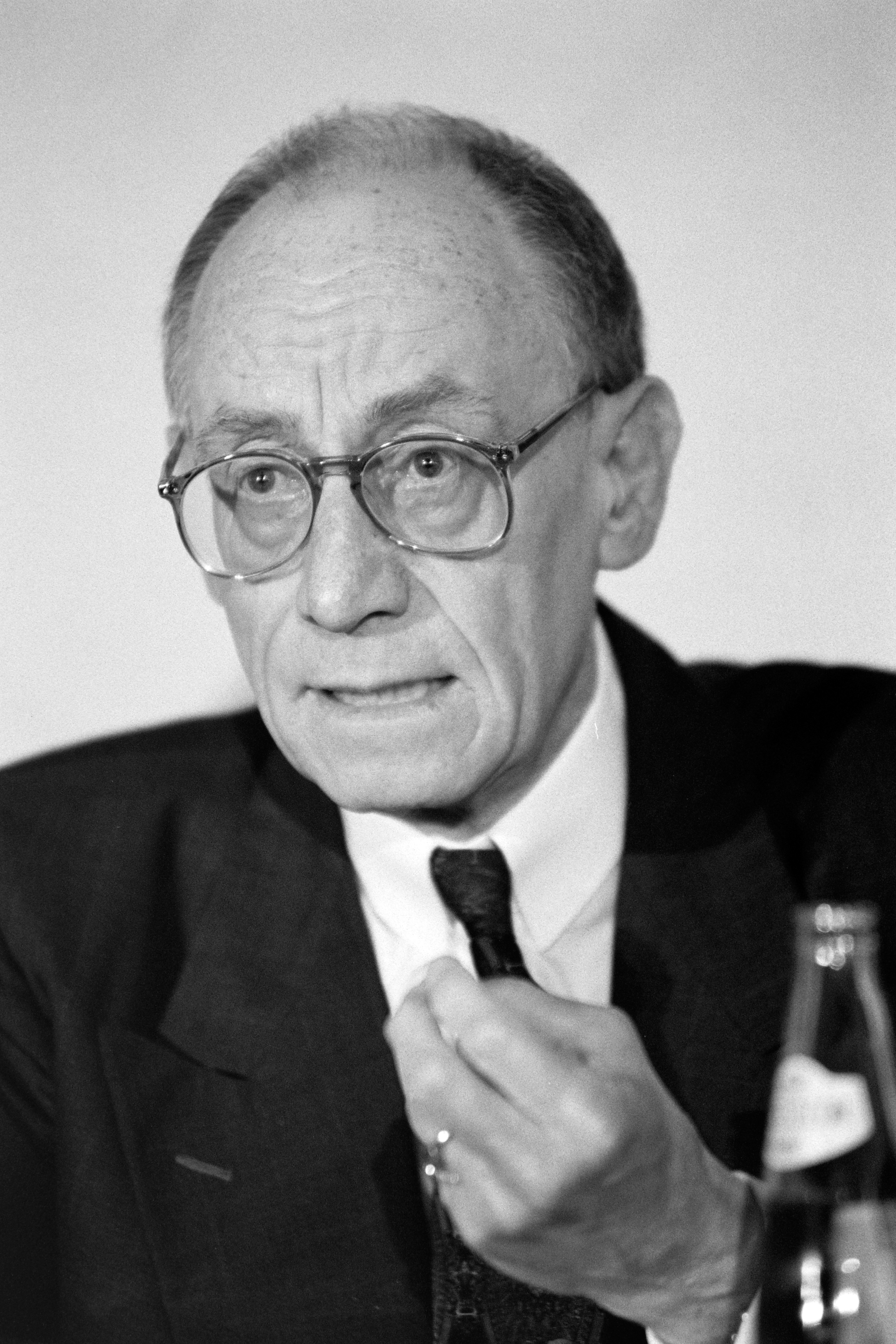
Edzard Reuter (1991)

Edzard Hans Wilhelm Reuter (* 16. Februar 1928 in Berlin; † 27. Oktober 2024 in Stuttgart) war ein deutscher Manager, von 1987 bis 1995 als Vorstandsvorsitzender der Daimler-Benz AG. Er war der zweite Sohn von Ernst Reuter.

## Leben

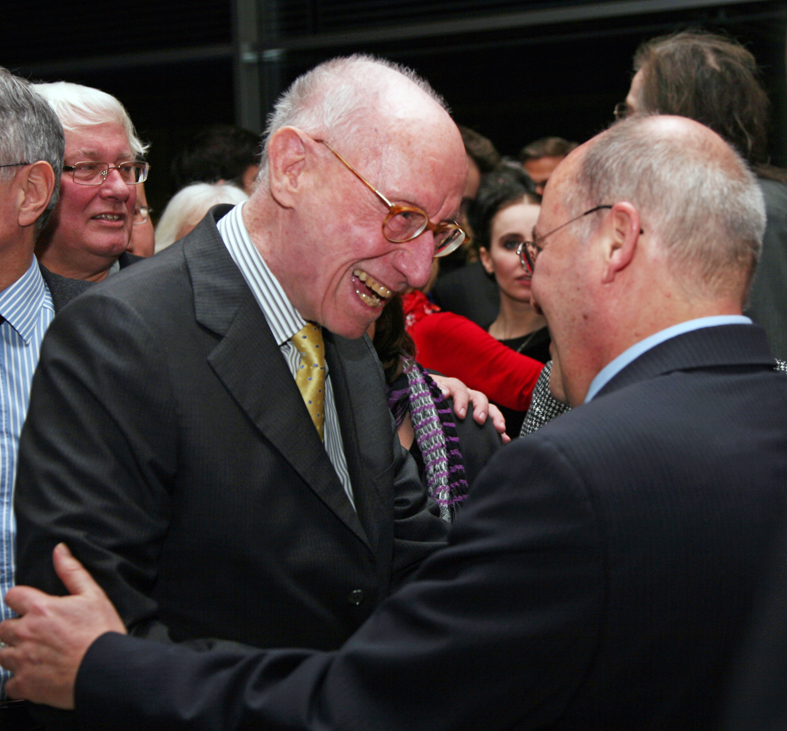
Edzard Reuter (links) mit Gregor Gysi (2013)

Edzard Reuters Vater, Ernst Reuter, war ein bekannter Sozialdemokrat und von 1948 bis 1953 Regierender Bürgermeister von Berlin. Die Mutter Hanna Reuter, geborene Kleinert, war Sekretärin bei der Parteizeitung Vorwärts. Nach der Machtergreifung der Nationalsozialisten ging die Familie ins Exil nach Ankara und Edzard Reuter verbrachte seine Kindheit von 1935 bis 1946 in der Türkei, wo er beispielsweise Eduard Zuckmayer kennenlernte. Ab 1946 war er Mitglied der SPD.
Nach der Rückkehr nach Deutschland begann er im Jahr 1947 ein Studium der Mathematik und Theoretischen Physik an der Berliner Universität (heute Humboldt-Universität) und später an der Universität Göttingen. 1949 wechselte er das Fach und studierte Rechtswissenschaft an der neu gegründeten Freien Universität Berlin. Von 1954 bis 1956 hatte er eine Assistentenstelle an der Universität, 1955 legte er das Große Staatsexamen ab. Nachdem er sich erfolglos bei Daimler-Benz beworben hatte, war er von 1957 bis 1962 in Berlin Prokurist der UFA und danach Mitglied der Geschäftsleitung der Münchener Bertelsmann Fernsehproduktion.
Im Jahr 1964 verschaffte ihm Hanns Martin Schleyer eine Anstellung in der Zentrale von Daimler-Benz in Stuttgart-Untertürkheim, wo er später in den Vorstand aufstieg. Im Juli 1987 wurde er auf Betreiben von Alfred Herrhausen Nachfolger von Werner Breitschwerdt als Vorstandsvorsitzender der Daimler-Benz AG. Bei seinem Amtsantritt bekannte er sich zu einer „offenen“ Unternehmenskultur und nannte als seine Maxime, dass „wir uns gleichrangig gegenüber den Kapitalgebern, gegenüber der Belegschaft und gegenüber der Umwelt verantwortlich fühlen und danach handeln“.
In der Ära Reuter wurde eine neue Konzernzentrale in Stuttgart-Möhringen für etwa 300 Millionen Euro errichtet. Reuter liebte die neue Zentrale, seine Nachfolger verachteten sie. Jürgen Schrempp nannte das campusartige Bauwerk „Bullshit Castle“. Dieter Zetsche ordnete kurz nach seinem Amtsantritt gar den Auszug des Vorstands und den Verkauf der Liegenschaft an, nachdem DaimlerChrysler im Rahmen einer Prüfung seines Immobilienbestandes die Gebäude als „nicht betriebsnotwendig“ eingestuft hatte.
Reuter lebte in Stuttgart-Schönberg. Im Oktober 2024 starb er im Alter von 96 Jahren in Stuttgart. Seine Ehefrau Helga Reuter (* 16. August 1937; † 17. November 2024) starb drei Wochen nach ihm. Sein Grab auf dem Waldfriedhof Zehlendorf ist als Ehrengrab der Stadt Berlin gewidmet.

## Diversifizierung bei Daimler

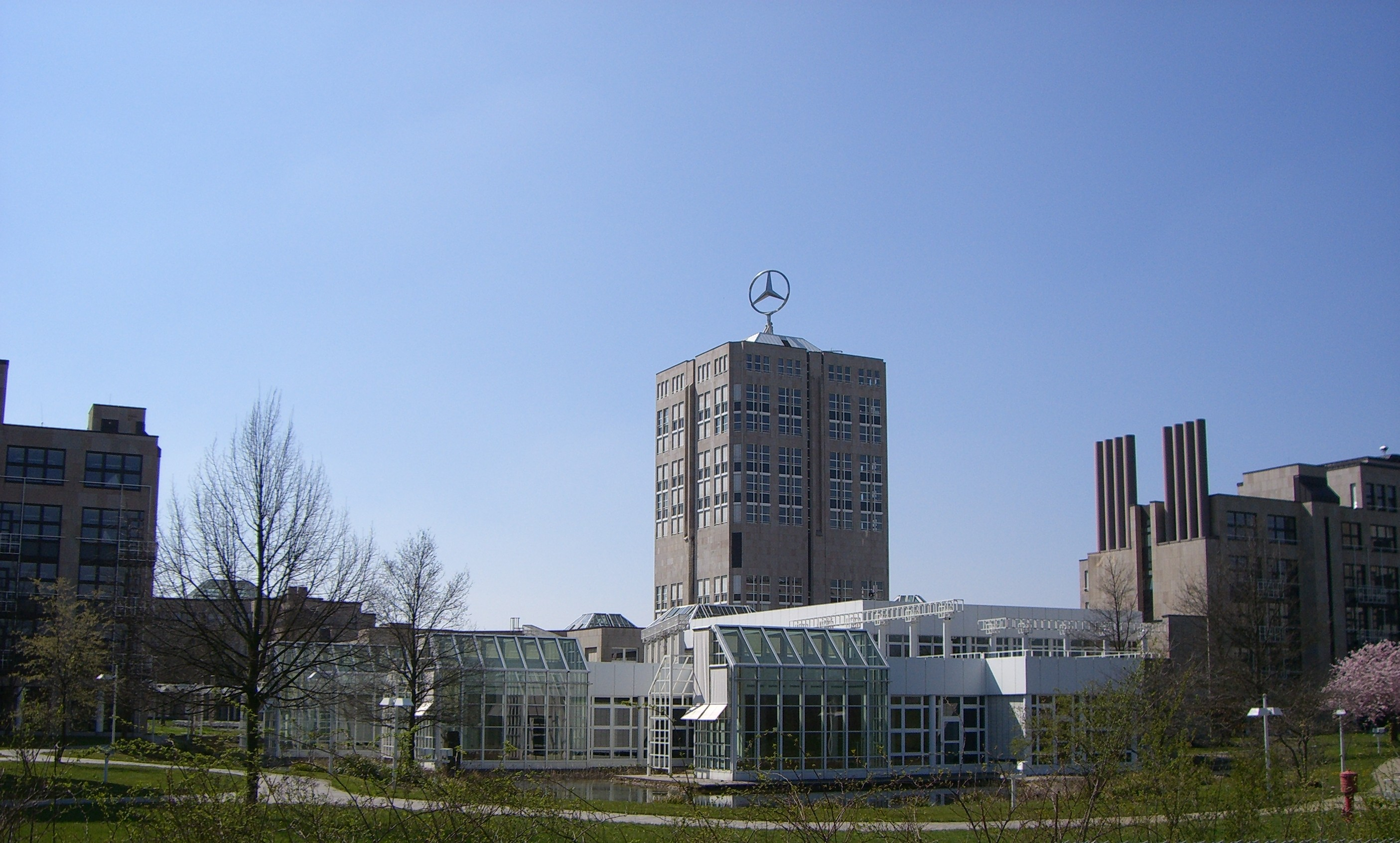
„Daimler City“: Unter Reuters Führung wurde Ende der 1980er Jahre in Möhringen eine neue Konzernzentrale errichtet. (2007)

Reuter wollte aus dem Automobilunternehmen Daimler-Benz einen „integrierten Technologiekonzern“ schaffen. Dazu wurden 1985 unter anderem die Anteile der MAN an der Motoren- und Turbinen-Union und das Luft- und Raumfahrtunternehmen Dornier erworben. Es folgte die Übernahme des zu der Zeit bereits verlustbringenden Elektrokonzerns AEG und der Erwerb der Mehrheit an Messerschmitt-Bölkow-Blohm. Verschiedene Teile dieser Firmen wurden zur DASA zusammengefasst; die Reste der AEG wurden 1996 von seinem Nachfolger Jürgen Schrempp endgültig liquidiert. 1992 folgte unter maßgebender Beteiligung von Jürgen Schrempp eine Beteiligung an dem Flugzeughersteller Fokker.
Der gesamte Verlust dieses Konzernumbaus von Daimler-Benz durch Käufe, Betriebsverluste bei den neuen Gesellschaften und Wertberichtigungen summierte sich auf rund 36 Milliarden DM, was Ekkehard Wenger als „größte Kapitalvernichtung, die es jemals in Deutschland zu Friedenszeiten gegeben hat“ kommentierte. Der Autoexperte Andreas Stockinger sah das vor dem Hintergrund der Abhängigkeit Daimlers vom chinesischen Markt anders und hielt Reuters Konzept für eine „aufregende, ganz, ganz groß gedachte Vision“. Im Mai 1995 übergab Reuter an seinen Nachfolger Jürgen Schrempp, der den Kurs des Konzerns änderte.

## Gesellschaftliches Engagement
Im August 1994 brachte sich Reuter in einem Spiegel-Interview selbst ins Gespräch für den Posten als Regierender Bürgermeister von Berlin. Die Berliner Parteien griffen dies jedoch nicht auf.
Vor allem wegen seines Engagements für den Ausbau des Potsdamer Platzes wurde Reuter 1998 zum Ehrenbürger von Berlin ernannt.
Er war Ehrenvorsitzender des Aufsichtsrats der Bankgesellschaft Berlin und im Vorstand mehrerer kultureller und wissenschaftlicher Förderkreise und Stiftungen, u. a. der Helga und Edzard Reuter-Stiftung zur Förderung der Völkerverständigung und im Kuratorium der Carlo-Schmid-Stiftung sowie der Stiftung Ernst-Reuter-Archiv (bis Mai 2023 Vorsitzender des Kuratoriums).
Seit 2000 war Reuter Teilhaber des Schweizer Technologieunternehmens u-blox, das Schaltkreise für GPS-Systeme herstellt. Von 2001 bis 2008 gehörte er als Präsident (VR-P) dem Verwaltungsrat der u-blox Holding AG an.
Reuter war Mitglied des Kuratoriums der Reportageschule Reutlingen und des Kuratoriums der Hilfsorganisation CARE Deutschland.
Reuter war Beiratsvorsitzender der Kontext: Wochenzeitung.
Reuter und seine Frau besaßen eine umfangreiche Sammlung zeitgenössischer Kunst und verfügten, dass die Werke nach ihrem Tod versteigert werden sollten, um den Erlös in eine Stiftung einzubringen, die sich der Völkerverständigung und dem internationalen Austausch widmet.

## Schriften (Auswahl)
- Schein und Wirklichkeit. Erinnerungen. Siedler, Berlin 1998; Goldmann, München 1999, ISBN 3-442-75571-9.
- Der schmale Grat des Lebens. Begegnungen und Begebnisse. Hohenheim, 2007; ISBN 978-3-89850-159-0.
- Stunde der Heuchler. Wie Manager und Politiker uns zum Narren halten. Econ, Berlin 2010, ISBN 978-3-430-20090-5.
- Egorepublik Deutschland. Wie uns die Totengräber Europas in den Abgrund reißen. Campus, Frankfurt am Main 2013, ISBN 978-3-593-39904-1.
- Eingemischt. Zwischenrufe eines älteren Herrn. Klöpfer & Meyer, Tübingen 2015, ISBN 978-3-86351-515-7.

## Film
- Edzard Reuter – Beine wie ein Storch. Initiator Yunus-Emre-Enstitüsü, Berlin (Türkisches Kulturzentrum Berlin). Erstaufführung 18. Juli 2017, Akademie der Künste (Berlin)[16]